# Elecciones provinciales de Jujuy de 2003
Las elecciones generales de la provincia de Jujuy de 2003 tuvieron lugar el 14 de septiembre del mencionado año con el objetivo de renovar los cargos de gobernador y vicegobernador, y 24 de los 48 escaños de la Legislatura Provincial Jujeña, que conformarían los poderes ejecutivo y legislativo para el período 2003-2007. Fueron las sextas elecciones provinciales jujeñas desde la recuperación de la democracia, y las vigésimo terceras desde la instauración del sufragio secreto. Tuvieron lugar en desfase con las elecciones presidenciales, pero al mismo tiempo que la renovación legislativa.
Estos comicios destacaron por el hecho de ser los primeros desde la derogación de la controvertida ley de doble voto simultáneo, o "ley de lemas", que había imperado entre 1990 y 2000, y que había provocado que los gobernadores del hegemónico Partido Justicialista (PJ) local llegaran al poder en tres ocasiones sin ser los candidatos más votados y con una endeble base electoral lo que, sumado a una inestabilidad persistente, había provocando que durante la siguiente década ninguno pudiera completar su mandato. El gobernador Eduardo Fellner, que había sido elegido en 1999 por este método bajo acusaciones de fraude electoral por parte de su principal oponente, Gerardo Morales, de la Unión Cívica Radical (UCR), se presentó a la reelección, debiendo competir nuevamente contra el dirigente radical, que ahora era apoyado por el Frente Jujeño, una alianza entre la UCR, el Partido Intransigente (PI), y los partidos provinciales Movimiento Popular Jujeño (MPJ) y Por un Nuevo Jujuy (PNJ). Otros siete partidos o frentes provinciales menores presentaron candidaturas a gobernador y legisladores, pero la competencia electoral fue en lo esencial polarizada entre Fellner y Morales, sin que la crisis que atravesaba el bipartidismo se viera afectada en la provincia.
En consonancia con el crecimiento de la hegemonía peronista nacional tras la crisis de 2001 y la debacle de la Alianza; y luego de haber recibido el apoyo clave del popular presidente Néstor Kirchner, Fellner obtuvo un aplastante triunfo con el 55.84% de los votos contra el 35.15% de Morales, que perdió doce puntos con respecto al 47% obtenido por su candidatura en las anteriores elecciones. Isolda Calsina, del partido provincial Libertad y Democracia Responsable (LyDER), se ubicó en un muy lejano tercer puesto con un 2.37% de los sufragios, con ninguno de los demás candidatos superando el 2% de los votos. La participación fue del 72.82% del electorado registrado, y el voto en blanco o anulado superó a la tercera fuerza con un 12.18%, en ese entonces el más alto nivel de voto no positivo desde la recuperación de la democracia (aunque sería altamente superado en 2007 y 2011).
Con respecto a la legislatura provincial, el PJ retuvo su mayoría legislativa con 15 de los 24 escaños contra 9 del Frente Jujeño, quedándose con 27 de las 48 bancas totales contra 21, manteniéndose la legislatura bipartidista. El voto no positivo fue aún más alto en la elección legislativa, alcanzando el 14.44% del total emitido. Los cargos electos asumieron el 10 de diciembre.

## Contexto
Desde la restauración de la democracia en [983, la provincia de Jujuy, que ya era un reconocido bastión del peronismo o justicialismo, volvió a ser hegemonizada por el Partido Justicialista (PJ) ante los sectores divididos de la oposición, representada por la Unión Cívica Radical (UCR), y el provincial Movimiento Popular Jujeño (MPJ). A partir de la década de 1990, luego de que la UCR y el MPJ comenzaran a discutir una confluencia electoral para aumentar su viabilidad, el gobierno justicialista comenzó a implementar la controvertida ley de doble voto simultáneo o ley de lemas, que establecía la división de los partidos (lemas) en diversos sublemas. El lema más votado sería el ganador, y su sublema más votado resultaría electo, aunque no fuera técnicamente la candidatura con más adhesiones. Esto generó que, en las elecciones de 1991, 1995, y 1999, ninguno de los tres gobernadores electos fuera efectivamente el candidato más votado.
Debido a la complicada situación institucional, y a una gran inestabilidad provocada por los conflictos políticos de la provincia, ninguno de estos gobernadores pudo tampoco finalizar el mandato para el que fueron elegidos, dándose en la década de 1990 una serie de gobiernos interinos débiles, aunque a diferencia de otras provincias Jujuy pudo evitar que se realizara una intervención federal. El 26 de noviembre de 1998, tras la renuncia de Carlos Ferraro, asumió Eduardo Fellner, que ganaría posteriormente las elecciones de 1999. Para entonces, el sistema de lemas enfrentaba un fuerte rechazo de parte de la población y del propio justicialismo, que consideraba a dicho sistema como responsable de su fragmentación interna y falta de cohesión. La inestabilidad posterior a las elecciones provocó que finalmente Fellner se comprometiera a derogar la ley de lemas, derogación que se hizo efectiva el 29 de noviembre de 1999 por decisión unánime de los legisladores.

## Campaña
Fellner había jugado un papel destacado a favor de la elección de Néstor Kirchner como presidente de la Nación en las elecciones de abril de 2003, garantizándole una gran parte del voto peronista jujeño y provocando su victoria por veinte puntos sobre los otros dos candidatos del PJ, Carlos Menem y Adolfo Rodríguez Saá, a pesar de que el norte argentino era un distrito tradicionalmente menemista, siendo que Jujuy y Formosa fueron los únicos distritos del norte en los que Kirchner se impuso. De este modo, Fellner forjaría una relación estrecha con el gobierno kirchnerista, lo que se plasmó en el apoyo posterior que le fue otorgado por el presidente. Fellner fue nombrado jefe del Comité de Acción Política del Partido Justicialista, que derrocó efectivamente a la antigua dirigencia menemista, y uno de sus aliados aliados directos, Horacio Macedo, fue nombrado embajador argentino en Bolivia, país que compartía frontera directa con Jujuy.
Con este apoyo, Fellner ganó cómodamente la interna gubernativa ante un débil sector menemista minoritario, encabezado por el exgobernador Ricardo de Aparici, y su buena relación con el gobierno nacional lo dejó bien posicionado ante el electorado. Seguro de su triunfo, Fellner no realizó una campaña muy vigorosa y no se involucró en la misma hasta unas pocas semanas antes de la elección. El 10 de septiembre, sin embargo, realizó un importante acto de cierre en San Salvador de Jujuy, la capital provincial, en la cual se destacó la presencia de la primera dama, Cristina Fernández de Kirchner.
Mientras que el gobierno hizo campaña centrándose en el buen desempeño relativo de la provincia, haciendo hincapié en la estabilidad política alcanzada durante el primer mandato de Fellner y el saneamiento de la debilitada economía provincial, la oposición, dirigida por Morales, criticó el rendimiento del gobierno en los campos de la salud y la educación, afirmando que la provincia se encontraba en un "estado desastroso". Morales cuestionó el endeudamiento creciente del estado provincial, así como el aumento del desempleo y del empleamiento con dependencia del estado. Luego de haber formado una alianza con el Movimiento Popular Jujeño y otros partidos provinciales, Morales recorrió el territorio de la provincia en una campaña mucho más encendida que la de su oponente, pero la mayoría de los analistas predijeron que no habría sorpresas, y que Fellner lo derrotaría con facilidad gracias al apoyo del gobierno nacional.

## Resultados

### Gobernador y Vicegobernador
|  | 55.84 % |

|  | 35.15 % |

|  | 2.37 % |

|  | 1.96 % |

|  | 1.70 % |

|  | 1.05 % |

|  | 0.78 % |

|  | 0.57 % |

|  | 0.57 % |

|  | 87.82 % |

|  | 11.40 % |

|  | 0.78 % |

|  | 100.00 % |

|  | 72.82 % |

### Legislatura Provincial
|  | 54.49 % |

|  | 33.54 % |

|  | 2.46 % |

|  | 2.27 % |

|  | 2.08 % |

|  | 1.96 % |

|  | 1.25 % |

|  | 0.79 % |

|  | 0.60 % |

|  | 0.59 % |

|  | 85.56 % |

|  | 13.61 % |

|  | 0.83 % |

|  | 100.00 % |

|  | 72.82 % |